# Rastrophyllum
Rastrophyllum là một chi thực vật có hoa trong họ Cúc (Asteraceae).

## Loài
Chi Rastrophyllum gồm các loài: